# Santa Fe de Segarra
Santa Fe es una localidad española del municipio leridano de Olujas, en la comunidad autónoma de Cataluña.

## Historia
A mediados del siglo XIX, el lugar, perteneciente ya por entonces al municipio de Olujas, contaba con una población censada de 48 habitantes. La localidad aparece descrita en el decimotercer volumen del Diccionario geográfico-estadístico-histórico de España y sus posesiones de Ultramar de Pascual Madoz de la siguiente manera:

SANTA FE DE SEGARRA: l. en la prov. de Lérida (9 leg.), part. jud. de Cervera (1 2/3), dióc. de Solsona (7 2/3), aud. terr. ye g. de Barcelona (15 1/2), ayunt. de Olujas. sit. en un alto, su clima es frio en el invierno y templado en el verano. Tiene 11 casas; igl. parr. (San Pedro) matriz de Altarriba, servida por un cura rector; cementerio y regulares aguas potables. Confina N. Altarriba; E. Gaba; S. Bergós Garrejat, y O. Monfalcó: en el térm. se halla la casa de campo denominada Molgosa. El terreno es áspero y de mala calidad. Hay arbolado de pinos y varios arbustos. Los caminos son locales y malos. La correspondencia se recibe de Cervera. prod.: trigo escaña, cebada, vino, legumbres y pastos; cria ganado vacuno y caza de perdices y conejos. pobl.: 13 vec., 48 alm. cap. imp.: 35,806 rs. contr. el 14'48 por 100 de esta riqueza.
(Madoz, 1849, p. 755)

En 2022, la entidad singular de población tenía censada una población de 29 habitantes y el núcleo de población 25 habitantes.